# Isocrambia apicalis
Isocrambia apicalis är en fjärilsart som beskrevs av Jordan 1907. Isocrambia apicalis ingår i släktet Isocrambia och familjen bastardsvärmare. Inga underarter finns listade i Catalogue of Life.